# Verdrag tot toetreding (1994)

Lidstaten (blauw), toegetreden landen (geel), niet-toegetreden lidstaten (rood)

Het Verdrag tot toetreding van 1994 was een overeenkomst tussen de lidstaten van de Europese Unie en vier landen (Noorwegen, Oostenrijk, Finland en Zweden) betreffende de toetreding van de landen tot de Europese Unie. Na ratificaties door de parlementen van de lidstaten trad het verdrag in werking op 1 januari 1995. Het verdrag maakte de toetreding van Finland, Oostenrijk en Zweden tot de EU mogelijk en wijzigde de eerdere verdragen van de Europese Unie. Zodoende vormt het verdrag een integraal deel van de constitutionele basis van de EU. Net als in 1972 besloot de bevolking van Noorwegen in een referendum om tegen toetreding tot de EU te stemmen.
Opmerkelijk is dat zes regeringsleiders zowel het Verdrag tot toetreding van 1985 ondertekenden als dit verdrag in 1994. Het betrof de Duitse bondskanselier Helmut Kohl, de Franse president François Mitterrand, de Griekse minister-president Andreas Papandreou, de Luxemburgse minister-president Jacques Santer, de Nederlandse minister-president Ruud Lubbers en de Spaanse minister-president Felipe Gonzalez.

## Volledige tekst
De volledige tekst luidt:
Verdrag tussen het Koninkrijk België, het Koninkrijk Denemarken, de Bondsrepubliek Duitsland, de Helleense Republiek, het Koninkrijk Spanje, de Franse Republiek, Ierland, de Italiaanse Republiek, het Groothertogdom Luxemburg, het Koninkrijk der Nederlanden, de Portugese Republiek, het Verenigd Koninkrijk van Groot-Brittannië en Noord-Ierland (Lid-Staten van de Europese Unie) en het Koninkrijk Noorwegen, de Republiek Oostenrijk, de Republiek Finland, het Koninkrijk Zweden, betreffende de toetreding van het Koninkrijk Noorwegen, de Republiek Oostenrijk, de Republiek Finland en het Koninkrijk Zweden tot de Europese Unie.

## Ratificatie
| Land                                                      | Ondertekening | Ondergetekende                  | Ratificatie      |
| --------------------------------------------------------- | ------------- | ------------------------------- | ---------------- |
| België                                                    | 24 juni 1994  | Premier Jean Luc Dehaene        | 29 december 1994 |
| Denemarken                                                | 24 juni 1994  | Premier Poul Nyrup Rasmussen    | 7 december 1994  |
| Duitsland                                                 | 24 juni 1994  | Bondskanselier Helmut Kohl      | 13 oktober 1994  |
| Finland                                                   | 24 juni 1994  | Premier Paavo Lipponen          | 9 december 1994  |
| Frankrijk                                                 | 24 juni 1994  | President François Mitterrand   | 27 december 1994 |
| Griekenland                                               | 24 juni 1994  | Premier Andreas Papandreou      | 29 december 1994 |
| Ierland                                                   | 24 juni 1994  | Taoiseach John Bruton           | 15 december 1994 |
| Italië                                                    | 24 juni 1994  | Premier Silvio Berlusconi       | 21 december 1994 |
| Luxemburg                                                 | 24 juni 1994  | Premier Jacques Santer          | 20 december 1994 |
| Nederland                                                 | 24 juni 1994  | Minister-president Ruud Lubbers | 21 december 1994 |
| Noorwegen                                                 | 24 juni 1994  | Premier Gro Harlem Brundtland   | Geen ratificatie |
| Oostenrijk                                                | 24 juni 1994  | Kanselier Franz Vranitzky       | 24 november 1994 |
| Portugal                                                  | 24 juni 1994  | Premier Anibal Cavaco Silva     | 29 december 1994 |
| Spanje                                                    | 24 juni 1994  | Premier Felipe Gonzalez         | 30 december 1994 |
| Verenigd Koninkrijk van Groot-Brittannië en Noord-Ierland | 24 juni 1994  | Premier John Major              | 21 december 1994 |
| Zweden                                                    | 24 juni 1994  | Premier Ingvar Carlsson         | 21 december 1994 |